# Dolmen Stabile
Le dolmen Stabile est un monument mégalithique préhistorique, datant de l'âge du bronze, entre 2300 et 1750 av. J.-C. Il se situe sur le territoire de Giurdignano, Province de Lecce dans les Pouilles.

## Historique
Il porte aussi les noms de Letto della Vecchia, Quattromacine ou Dolmen di Giuggianello. Il a été découvert en 1893 par Maggiulli.
Avec le Dolmen Li Scusi, fait partie du "Giardino megalitico d'Italia" (jardin mégalithique italien) à Giurdignano sur la péninsule du Salento.

## Description
Le dolmen se trouve à côté d'un affleurement mégalithique de roche calcaire. Il fait partie d'un groupe de dolmens et de menhirs, dit « groupe d'Otrante ». Les chambres des dolmens de ce groupe, qui ne mesurent qu'un mètre de haut environ, sont ovales, rondes ou polygonales. 
La dalle du plafond est de forme irrégulièrement rectangulaire (1,80 m de large et 2,60 m) avec une épaisseur moyenne de 0,20 m et repose sur sept orthostates superposés et deux piliers monolithiques. La hauteur du couloir ne dépasse pas plus de 1,05 m. 

## Galerie

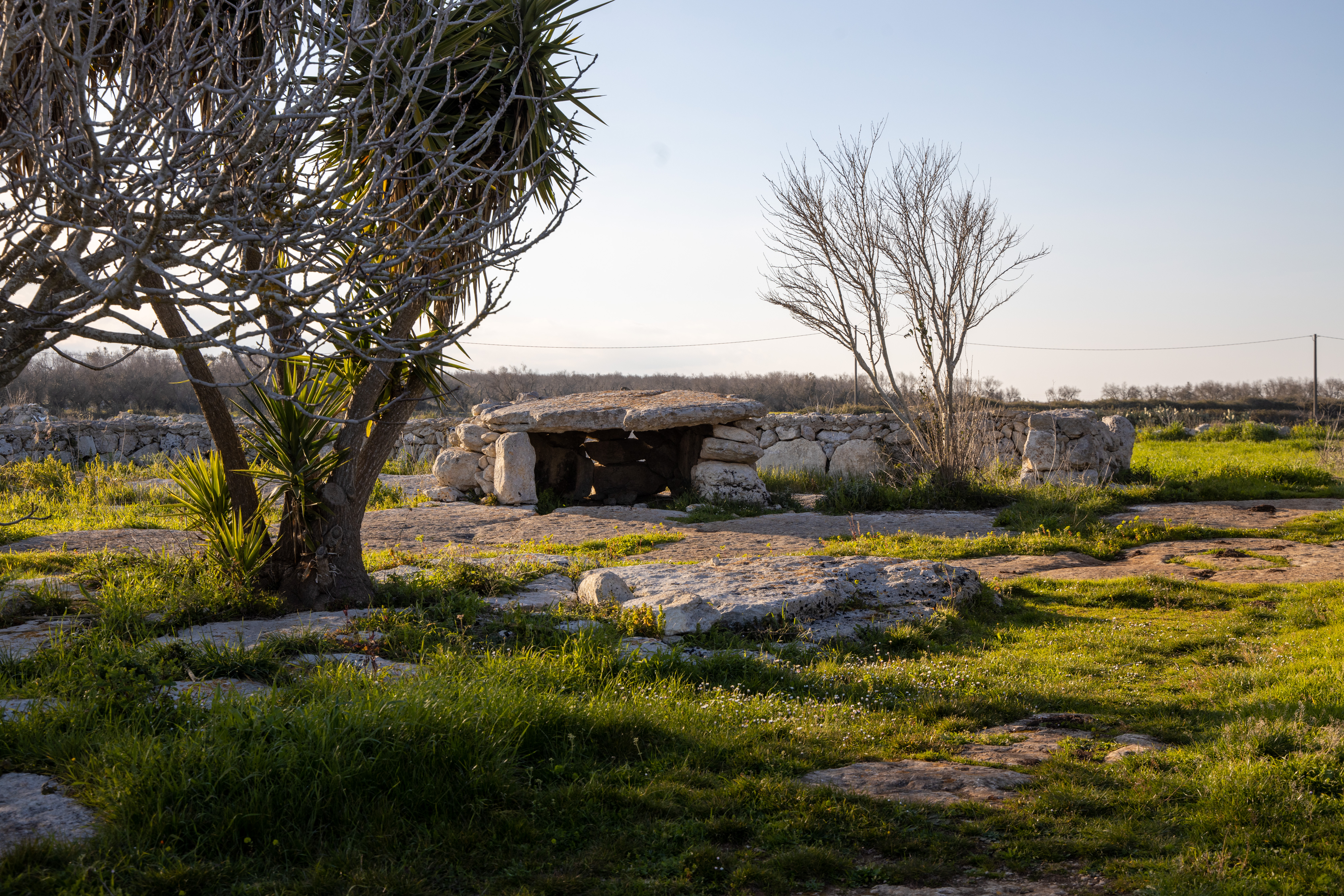
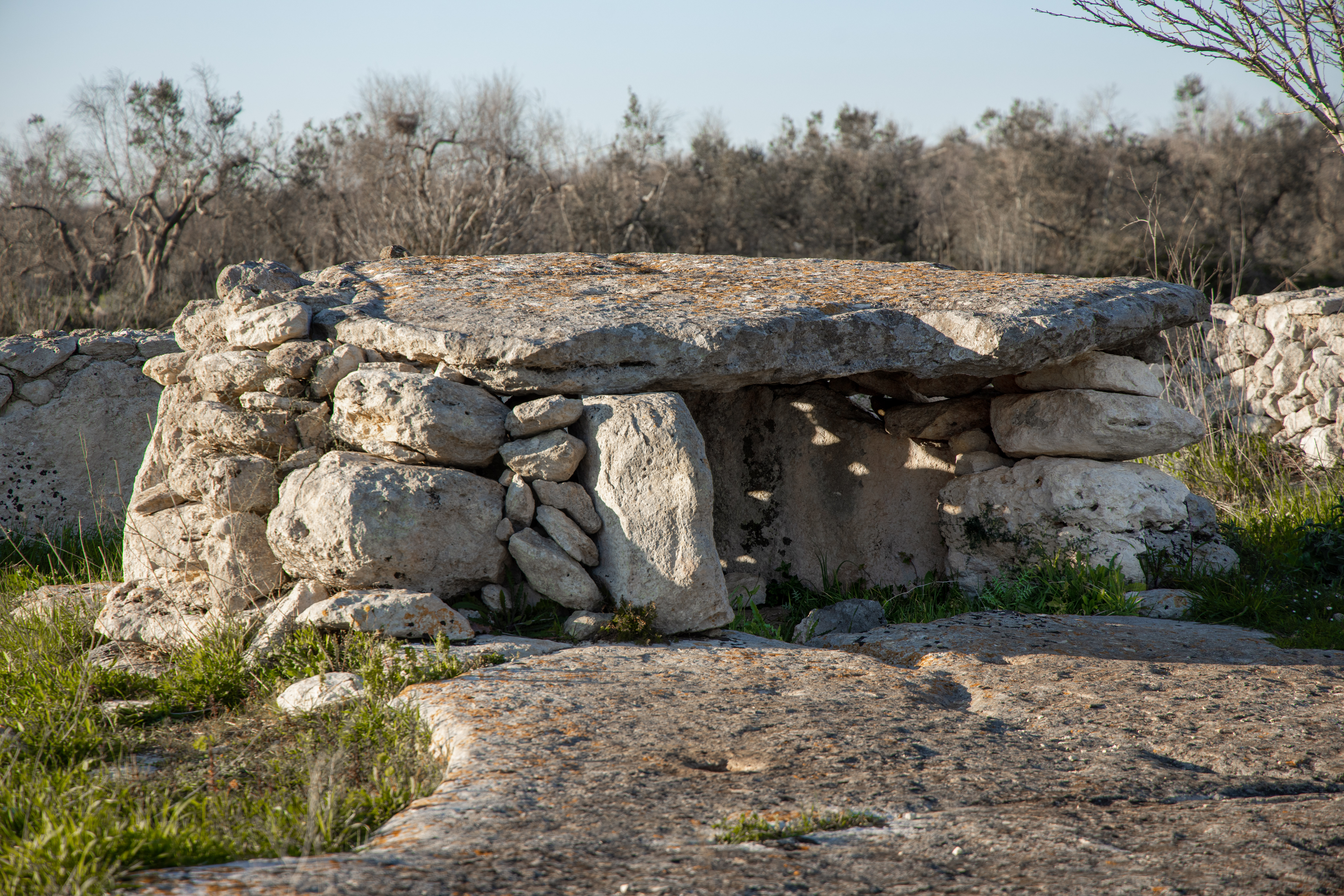